# Andrew Lawson (géologue)
Andrew Cowper Lawson  (25 juillet 1861 - 16 juin 1952) est un géologue écossais-canadien devenu professeur de géologie à l'Université de Californie à Berkeley. Il est le rédacteur en chef et co-auteur du rapport de 1908 sur le Séisme de 1906 à San Francisco, connu sous le nom de "rapport Lawson". Il est également la première personne à identifier et à nommer la Faille de San Andreas en 1895, et après le tremblement de terre de 1906, le premier à délimiter toute la longueur de la faille de San Andreas qui n'avait auparavant été notée que dans la région de la baie de San Francisco. Il nomme également le Gradient franciscain d'après l'Ordre franciscain de l'Église catholique dont les missions utilisaient la main-d'œuvre amérindienne conscrite pour extraire le calcaire dans ces régions.

## Biographie
Lawson est né le 25 juillet 1861 à Anstruther, en Écosse. Il déménage à Hamilton, Ontario, Canada avec ses parents à l'âge de six ans. En 1883, il obtient son baccalauréat en sciences naturelles de l'Université de Toronto. Il travaille pour la Commission géologique du Canada tout en poursuivant ses études supérieures. Il obtient sa maîtrise de l'Université de Toronto en 1885 et son doctorat de l'Université Johns-Hopkins en 1888.
En 1890, il quitte la Commission géologique du Canada pour travailler comme géologue-conseil à Vancouver. En octobre de la même année, il accepte un poste de professeur adjoint de minéralogie et de géologie à l'Université de Californie à Berkeley. Il devient professeur titulaire en 1892 et professeur émérite de 1928 à sa mort le 16 juin 1952.
Lawson est président de la Société américaine de géologie en 1926,.
Il est géologue consultant pour la construction du Pont du Golden Gate dans les années 1930.
Sa maison dans le quartier de La Loma Park des collines de Berkeley à Berkeley, en Californie, maintenant appelée la "Lawson House", est spécialement conçue pour lui par le célèbre architecte Bernard Maybeck (en) pour résister aux tremblements de terre. La maison est un point de repère local officiellement désigné.
Le minéral Lawsonite porte son nom, tout comme le Lawson Adit, à l'origine un tunnel de recherche sur la construction minière sur le campus de l'UC Berkeley. Pendant la guerre froide, il est utilisé pour abriter des équipements spéciaux pour surveiller les essais nucléaires soviétiques. Il est actuellement utilisé pour abriter des instruments sismologiques.
Lawson Hill (altitude 1 128 pieds), située à l'ouest des collines de Briones dans le comté de Contra Costa, en Californie, porte son nom.